# 法蘭西斯·杜德
法蘭西斯‧湯森‧杜德（Francis Townsend Dodd，1899年10月5日—1973年3月5日）是美國陸軍准將，由於韓戰期間擔任聯合國軍巨濟島戰俘集中營指揮官時，在一次戰俘暴動中遭朝鮮人民軍戰俘綁架為人質（参见巨济岛事件）而聲名大噪。這次事件在美國陸軍被迫作出使其難堪的聲明，以確保杜德平安獲釋之後，以朝方宣傳戰的大獲全勝告一段落。杜德和其他涉及此次事件的軍官，最終都因名譽受到重創而被迫結束軍人生涯。

## 早年生活與西點軍校生涯
杜德生於印地安納州，畢業於紐約州西點的美國軍事學院；他在西點的美式足球隊和田徑隊連續當了四年校隊主將（letterman），也在當時保持不敗紀錄的陸軍黑騎士足球隊擔任中衛，軍校四年級時更成為隊長，並且在1922年的陸海軍對抗賽（Army-Navy Game）中，接獲致勝的達陣傳球。

## 陸軍服役紀錄
杜德在陸軍服役期間贏得許多勳獎，如銅星勳章、功績勳章加橡葉徽（Legion of Merit with oak leave cluster）、表揚獎章加橡葉徽（Commendation Medal with oak leave cluster）、成就證書（Certificate of Achievement）、美國防衛服役勳章、歐─非─中東戰役勳章加三枚銅質服役星章、二次大戰勝利勳章、德國佔領軍紀念獎章（Army of Occupation with Germany Clasp）、韓國服役勳章加一枚銅質服役星章、聯合國服役勳章，以及國防部服役獎章（National Defense Service Medal）。

## 韓戰與巨濟島事件
1951年，杜德成為詹姆斯·范佛里特將軍指揮的第八軍團副參謀長，並晉升准將。
1952年2月，在巨濟島六十二號戰俘營的红色戰俘组织宣布这个营的所有人都要回中国大陆，不需要甄別，美军派出一个营前往強制甄別戰俘獲釋後去向，受到攻击導致一名美軍死亡，138名戰俘受傷之後，杜德自漢城受命接管該戰俘營。1952年5月7日，杜德前往探視他所管理的其中一個戰俘營─76號營地，以聽取該營地共產黨領導所表述的不滿。他和一名部屬（憲兵94營營長威爾伯‧雷文（Wilbur Raven）中校）在營地門邊停下腳步，當營門打開讓一名勤雜工進入之際，一群戰俘衝出來捉住他們。雷文緊抱住門柱，直到美軍衛兵上前將他救走，但杜德被押進戰俘營中央，成了人質。
接下來的78小時裡，杜德反倒成了俘虜。他因為態度合作而受到善待，在此同時，營救他的談判也匆匆展開。查爾斯·科爾森（Charles F. Colson）准將被緊急派往巨濟島接替指揮，他下令架起電話和杜德直接聯繫。共產黨人提出的最重要條件，實際上是要聯合國軍承認對戰俘營裡的流血事件負責。科爾森同意了這個要求，杜德也終於獲釋。

## 巨濟島事件之後
馬克·克拉克將軍親自領導一個調查委員會重審這次事件。兩位准將（杜德和科爾森）都因為免費贈送共產黨方面一次宣傳戰的大勝，卻不去嘗試強行救出杜德而受到批判。1952年5月23日，杜德被解除指揮職，同時降階為上校。而杜德對這個委員會一無所知，也不被允許出席重審委員會，這使他無法就自己的行動向委員會提出任何答辯。當杜德請求給予一份委員會報告，他得到的答覆是該資料已被列入絕密（top secret），無法提供。隔年他就被迫退役。
T·M·華林頓（T.M. Watlington）將軍求見陸軍部長，試圖糾正杜德遭受的不公平待遇。范佛里特將軍也以他對杜德的褒揚信函支持華林頓的陳述，信中包含以下的評語：「一般而言，當軍官採取了事後證明為正確的行動，他們時常得到晉升與贈勳。而在本案中，兩位將軍（杜德和科爾森）都面臨壓力，但他們的判斷最終也證明了是有助益的。沒有人，我再說一次，沒有人能做的比他們更好。」1977年1月，在杜德去世四年之後，陸軍正式將杜德的軍階恢復為准將。

## 外部連結
- 杜德將軍的照片。
- 時代雜誌對將軍被俘的報導，極具歷史意義。 （页面存档备份，存于）
- 另一篇時代雜誌的報導，詳述將軍被俘事件的餘波。[永久]